# Faches-Thumesnil
Faches-Thumesnil là một xã trong vùng Hauts-de-France, thuộc tỉnh Nord, quận Lille, tổng Lille-Sud-Est. Tọa độ địa lý của xã là 50° 35' vĩ độ bắc, 03° 04' kinh độ đông. Faches-Thumesnil nằm trên độ cao trung bình là 43 mét trên mực nước biển, có điểm thấp nhất là 30 mét và điểm cao nhất là 58 mét. Xã có diện tích 4,62 km², dân số vào thời điểm 1999 là 15.902 người; mật độ dân số là 3442 người/km².

## Thông tin nhân khẩu
| 1962   | 1968   | 1975   | 1982   | 1990   | 1999   |
| ------ | ------ | ------ | ------ | ------ | ------ |
| 12 095 | 16 801 | 18 645 | 16 931 | 15 774 | 15 902 |

## Các thành phố kết nghĩa
- Adamus, România
- Cattolica, Ý
- Stolberg, Đức
- St Neots, Anh
- Naoussa, Hy Lạp
- Tinkare, Mali